# Пассек, Николай Помпеевич
Никола́й Помпе́евич Па́ссек (1850—1914) — русский дипломат.

## Биография
Родился 15 (27) ноября 1850 года. Происходил из дворянского рода Пассек — сын статского советника Помпея Васильевича Пассека (1817 — после 1860).
Среднее образование получил в Кингс Колледже (Лондон), затем окончил юридический факультет Императорского Московского университета. В феврале 1875 года получил должность судьи в Харькове.
С 1876 года служил в Азиатском департаменте министерства иностранных дел. Затем работал в частных промышленных предприятиях, был представителем электрической компании «Сименс и Гальске» на Кавказе. Затем снова поступил на службу в министерство иностранных дел; 26 марта 1881 года был произведён в титулярные советники.
В 1899—1902 годах был генеральным консулом в Австралии. В 1901—1902 годах в «Сборнике консульских донесений» были напечатаны пять очерков Пассека. Его «Исторический очерк австралийского самоуправления» стал первым русским исследованием развития политической системы австралийских колоний и создания федерации. В статье «Народная перепись в Австралии» была приведена масса сведений о росте народонаселения Австралии в период 1861—1901 годов и об иммиграционной политике австралийского правительства. Другие статьи были посвящены экономике: Пассек описал состояние и перспективы развития сельского хозяйства, горнозаводской и сахарной промышленности Австралии.
С 16 августа 1902 года он был назначен генеральным консулом в Бендер-Бушире (Персия), где имел традиционную задачу ограничения влияния Великобритании. В этот период он составил подробную карту Персии и был избран членом Персидской академии наук. Со 2 апреля 1906 года имел чин действительного статского советника; был награждён: российским орденом Св. Станислава 2-й степени (1898), персидским орденом Льва и Солнца 4-й степени (1879) и иерусалимским золотым крестом с частицей Животворящего Древа и званием Крестоносца Св. Гроба (1907).
С декабря 1912 года был генеральным консулом в Монреале (Канада).
В июле 1913 года был назначен генеральным консулом в Барселоне, но выехать туда не успел. Скончался 4 февраля 1914 года[по какому календарю?] в Монреале и был похоронен на кладбище Мон-Руаяль.
По отзыву С. В. Чиркина, Пассек

...был крайне несдержанный человек, не терпевший возражений, горячий и резкий, несколько самодур. Сделавшись консулом сразу, без предварительного долговременного стажа, он имел очень своеобразное понятие о служебной дисциплине и технике консульской работы, входя в каждую мелочь, которой обычно занимается подчинённый персонал, и заваливая себя совершенно ненужной работой в ущерб существенному. Работал он «запоем» и зачастую писал с утра до вечера по неделям. Но бывали у него, правда, не особенно частые, продолжительные передышки, когда он не делал ничего. Он был прекрасным оратором, чувствуя себя «как рыба в воде» на всяких приёмах и официальных обедах, когда по своей должности для него открывалась возможность говорить... В раздражении Н. П. Пассек был действительно страшноват со своей «львиной» головой, похожей на покойного японского премьера Хамагучи. Я помню случай, когда слуга долго не являлся на его неоднократный звонок, а когда появился, то ловко и с силой брошенный металлический колокольчик угодил ему как раз в голову.
Был женат на дочери золотопромышленника П. И. Кузнецова, Елизавете Петровне (? — 1932).